# 文化
文化（ぶんか、ラテン語: cultura）には、いくつかの定義が存在するが、総じていうと人間が社会の構成員として獲得する多数の振る舞いの全体のことである。社会組織（年齢別グループ、地域社会、血縁組織などを含む）ごとに固有の文化があるとされ、組織の成員になるということは、その文化を身につける（身体化）ということでもある。人は同時に複数の組織に所属することが可能であり、異なる組織に共通する文化が存在することもある。
もっとも、文化は次の意味で使われることも多い。
1. ハイカルチャーのように洗練された生活様式
2. ポップカルチャーのような大衆的な生活様式
3. 伝統的な行為

## 語源
「文化」は一方では、日本の元号の一つで、江戸時代の19世紀前半に享和の後、文政の前に使われた。その語源は『易経』賁卦彖伝にある「観于天文、以察時変、観乎人文、以化成天下」」（天文を観て以て時変を察し、人文を観て以て天下を化成す）にあるとされている。他方、ラテン語 colere（耕す）から派生したculturaはローマ時代の政治家・哲学者のキケロも「cultura anima」などと使っている。現代の英語「Culture」・ドイツ語「Kultur」の訳語としては、明治時代に坪内逍遥が『小説神髄』（1885年）などで「文華」という言葉を使い、彼の東京専門学校の後輩・大西祝がマシュー・アーノルド著『Culture and Anarchy』の翻訳書『教養と無秩序』（1986年）で「文化」（ただし時々『文華』も）を初めて使ったのが知られている。その後、中国語でも「文化」が使われるようになった。

## 文化の定義

### 概説

#### 古典的・日常的な文化
ラテン語 colere（耕す）から派生したドイツ語の Kultur や英語の culture は、本来「耕す」、「培養する」、「洗練したものにする」、「教化する」といった意味合いを持つ。18世紀後半に、産業化をひたさま技術革新、生産性の向上、社会の官僚化といった人間の外部に相当するものとしての文明と対比される、人間の精神面での向上を示す言葉として位置づけるものとしての文化という意味で議論を展開したのがマシュー・アーノルドである。この定義では文化は教養と言い換えることもできる。英語やフランス語は、日本語・中国語・ドイツ語とは異なり、「文化」と区別される「教養」という語を持っていないので、その間の区分が明示的でない。

#### 人類学的文化
人類学においては、人間と自然や動物の差異を説明するための概念が文化である。

こうした定義の最初のものはイギリスの人類学者エドワード・バーネット・タイラー (1871) の、
である。この文に続く進化主義的な議論は批判されているが、タイラーの定義は今でも基本的には正当性が認められている。
この定義は動物に社会が存在しないことが自明とされていた時代の定義であり、後に野生動物も社会を形成することが認められるようになると、新たな制約が加えられた。動物が使うことがない言語によって特徴づけるようになったのである。この場合、動物の音声コミュニケーションとは異なる特徴である再帰性や象徴性が強調された。レヴィ＝ストロースによれば、言語は文化の条件であるという。つまり文化は、それが非言語的なものであっても言語的な性質を備えている象徴的な事象と定義するもので、構造主義文化人類学者によく使われる。

#### 社会学的文化
出発点が近代社会とは異なる世界を記述するための概念であった人類学的文化は、やがて近代社会を理解するための学問である社会学にも取り込まれるようになった。社会学における文化の定義は人類学から大きく影響を受けているが、例えばパーソンズは「ひとつの社会システムは、二つかそれ以上の諸社会の社会構造や成員や文化、あるいはそうした諸社会の構造、成員、文化のそのいずれかとかかわりあうことができる」として、一つの社会における多文化的な状況を記述可能にするために、社会システムと並立して正統性を担保するものとしての文化システムを定義づけた。シンボリック相互作用論者、なかでもタモツ・シブタニは、ある特定の集団ないしは社会的世界において、人々に共有されているパースペクティブ（認識枠組）を指すものとして文化を扱い、同じく、一つの社会における多文化的な状況（文化の多元的共在）の説明に有用な概念として捉えている。ハーバーマスは文化 (Kultur) を「文化とは知のストックのことであり、コミュニケーションの参加者達は世界におけるあるものについての了解しあうさいに、この知のストックから解釈を手に入れる」としている。このように行為、あるいはコミュニケーションに利用されるストックというアイデアは、ルーマンのゼマンティーク (Semantik)、フーコーのアーシーブ(Archive) などとも関連性が深い。
文化人類学者のクリフォード・ギアツもパーソンズ由来の文化を採用しているので、現在では社会学的文化と人類学的文化の境目はあまり重要ではない。

### 文化を担う集団
文化の概念は、通常、人間集団内で伝播されるものに対してのみ用いられるので、個人がただ発明しただけの状態では適用されることはない。また、地域や集団、時代によって文化様式は大きく異なることがある。アメリカの文化人類学者ルース・ベネディクトは、個々の文化はそれぞれの固有様式で統合されており、他の文化からの基準では本当の意味で理解することは困難であり、相対化と再帰的な検討が必要であるという文化相対主義を展開した。
文化は人間集団によって作られるが、同時に個々の人間も環境という形で、不断に文化に適応、学習させられていると考えられる。
日本文化や東京の下町文化、室町文化など地理的、歴史的なまとまりによって文化を定義するもの、おたく文化のように集団を構成する人を基準に文化を定義するもの、出版文化や食文化のように人の活動の種類によって定義するものなど、個々の文化は様々な形で定義、概念化される。
さらに小規模な集団にも企業の「社風」、学校の「校風」、ある家系の「家風」などがあり、これらも文化と呼ばれる。

### 動物の文化
上記のタイラーの定義にもみられるとおり、社会科学分野では人間以外の生物は文化を持たないものと長年考えられてきた。しかし野生動物の長期野外調査の蓄積によって、同種個体でも地域差が見られたりすることや道具を使用することは知られている。たとえば、ニュージーランド沖の島に住むセアカホオダレムクドリの鳥のさえずりは、遺伝的に親から子へ伝わるのではなく、人間の言語と同様に、模倣という手段によって伝達され、異なるグループでは方言のように異なるさえずりが観察できる。これは、多くの動物が社会的学習能力を持ち、さらにそれを集団内において文化的伝統として保持していることを示している。一方で、そうした文化的伝統は蓄積を伴わず、ある獲得された文化を改良してさらに優れた文化を生み出すといった動きは人間以外の生物にはまったく見られない。

## 文化にまつわる議論

### 文化進化

#### 進化主義
文化という概念がほぼ確立した19世紀には、文化や社会がどのように進化していくかという社会文化的進化の理論も同時に構築されつつあった。当時は文化は遅れた状態から進化するものであり、その進化の仕方は全ての文化において同一であると考えられていた。この理論を単系進化と呼ぶ。こうして成立した社会進化論は当時のヨーロッパの自文化中心主義と容易に結びつき、ヨーロッパの文化こそが最も進んだものであり、そのほかの文化は進化の先端たるヨーロッパ文化にいまだたどり着いていないという考え方が主流となった。この理論は、他文化に属する人類を全くの他者ではなく、文化が異なるだけでともかくも同じ「人類」とみなすようになったという点でそれ以前に比べ改善が見られたものの、植民地主義と強く結びつき、こうした遅れた地域を指導し、文化的に発展させ近代化させるということが帝国の役割であるという独善的な考えが強く押し出されるようになった。このような観点から、野蛮・未開とされた人間を動物園の動物のように見せる人間動物園が流行した。また、この理論に従い、各分野で文化の発展図式が構築された。
後にフランツ・ボアズが文化相対主義の立場から猛烈に批判し、単一発展史観は現在では論じられることはなくなった。

#### 新進化主義
古い進化主義が否定されたのち、1940年代に入ると再び進化主義の要素が文化理論に取り入れられるようになり、ネオ進化主義が誕生した。これはレズリー・ホワイトによる文化進化の客観的な測定基準の導入や、ジュリアン・スチュワードによる単系進化の否定と多系進化の提唱を経て、マーシャル・サーリンズとエルマン・サーヴィスによって理論の統合がなされた。
また、生態人類学においては、身体的な限界を越えて環境に適応するためのあり方として文化の生態的な側面が分析される。もちろん全ての文化的な行動について生態的な適応という観点から分析できると考えられているわけではないが、例えばマーヴィン・ハリスはカニバリズムを儀礼的な側面よりもたんぱく質の摂取という観点で考察する。

### 文化についての語り

#### 誰の文化なのか
文化相対主義の浸透などにより、現代においては文化によって他文化の排除を図ることは望ましくない態度とされ、むしろ文化の多様性が称揚される場面が多くなりつつある。一方で、いまだそうした差異を排撃する地域も多い。その場合批判は当該地域の古くからの伝統文化に基づくこともあるが、従来さして重要とみなされてこなかった差異をクローズアップしたうえで多文化排撃の根拠とすることもみられる。こうした動きは、他文化への干渉と批判を躊躇する態度によってしばしば助長される。
例えば、女性割礼はしばしばイスラム教の慣習として語られるが、イスラム法やコーランにはそのような記載はないことから、いくつかのイスラム国家では行われていない慣習であり、イスラム法学者によって非イスラム的な慣習であることが発表されている。実際に女性割礼を行いイスラムの文化であると主張していた集団が、イスラム法学者のそのような主張を聞くと、民族固有の文化であると根拠を切り替えて、多文化主義の立場から文化実践を継続することがある。
このように文化実践の主体の帰属先自体が、人々の都合によって変更される。

#### 文化の権利
ある文化実践の由来や実態について、文献資料を用いる文化人類学者と現地の実践者の間に齟齬が生じることがある。
近代史研究は、自明とみなされてきた文化が比較的近年に「発明」されたものだということを明らかにしてきた。しかし「オセアニアンは過去における先祖の生活についての神話などを、現地の人々は政治的シンボルとして発明している」という文化人類学者の見解は、現地の人々にとって「文化人類学者は祖先の文化をまったく知らず、自己規程の力さえ奪おうとしている」という傲慢な態度にほかならず、反発を受ける。
このような議論の極端な事例が捏造疑惑である。マーガレット・ミードはサモア人女性は性的に開放的であると議論したが、のちに調査した文化人類学者やサモア人から反論がされた。実際にミードが捏造をした、もしくは経験不足で嘘や冗談を見抜けず誤ったことを書いてしまったのか、サモアの文化そのものが変貌したのかについては議論が分かれている。
また文化人類学者の横暴に対して現地の人々が反発したものとして、例えば南米の狩猟採集民族のヤノマミ族は他人を罵倒する言葉として、「人類学者（アンスロ）」が定着しているということが挙げられる。

#### 文化の社会言語的意味
日本では大正時代に入ると、ある種の近代性や合理性のあるデザインやモノに「文化」という語をつけて新しさを示すことが流行した。洋風を取り入れた文化住宅や文化アパートメントなどがこの頃にできた語である。第二次世界大戦後には再びこの流行がおき、文化鍋や文化包丁といった調理関連、文化干しのような食品関連、学校名など広範な対象物に「文化」の文字が冠され、また文化住宅も関西地方において「木造２階建て、棟割りの賃貸アパート」を指す言葉として復活した。

### カルチュラル・スタディーズ
文化人類学において、文化は人間の行為を媒介する象徴の体系である。しかしイギリスの文学研究者たちが、イギリス国内のマスメディア現象を批判的に分析するためにうまれた研究手法であるカルチュラル・スタディーズでは、均質であることの想定を許さない社会における文化を分析対象とするために、「ある社会において生活している人々の誰もが、等しく共有しているわけではない」という「社会認識」をもとに文化を位置づけた。

#### 未開文化の消滅
人類学は、未開社会の貴重な文化が西欧文化やグローバリゼーションなど外部の悪影響で消えつつあることを告発していたが、現在では他の文化を未開社会とみなす姿勢はもとより、真正・純正の文化がある・あったという思考自体が批判されている。クリフォードはこうした思考による記述を「消失の語り」として、文化が外部の影響を取り込みつつも新たな展開を示していくことを重視して記述する「生成の語り」と区別した。

#### 混血文化としての観光
外部からの影響によって、伝統的文化が変貌したり新しく創造されたりすることがある。その典型的な事例は観光地にしばしば現れる。例えばバリのケチャは悪魔祓いの儀礼のときに行われるコーラスをもとに、映画『悪魔の島』（1955年）のBGMとしてドイツ人、ヴァルター・シュピースが創作したものであるが、これがラーマヤナの物語として現在の姿になり、それが現地の人々に受け入れられたものである。他にはアイヌの民族芸能である木彫りの熊も、徳川義親がスイス土産を開拓村のアイヌに作らせたことが起源だとする説がある。
一方でこうした観光のクレオール的な性質に対して、しばしば反発がおきる。代表的な事例では観光地での商売上の慣行が実際の伝統的な文化と同一視されることを拒絶する民族運動としてハワイの先住民運動がある。

### 多文化主義と文化隔離主義
文化相対主義の政治的応用の一つとして多文化主義と文化隔離主義がある。どちらも文化を本質主義的に取り扱っているので、文化人類学者の議論とは隔絶がある。特に移民排除運動や排外主義を理論化する際に、「文化相対主義からすれば、お互い相容れない存在なのだから、祖国に帰るべきである」という形で援用されるのが文化隔離主義であり、人類学者から文化相対主義の地獄とされる。

### 文化資本と社会構造
ピエール・ブルデューは、社会における支配階層は権力によって、文化の洗練さを規定し、そうして規定した洗練されたとする文化資本を維持するハビトゥスを獲得することで権力を再生産するとした。

## ミーム
ミーム (meme) とは、文化を形成する情報であり、模倣を通して人の心から心へとコピーされる情報である。ミームという言葉は、生物学者のリチャード・ドーキンスが作ったもので、ドーキンスはミームの例としてキャッチフレーズや服の流行をあげている。
…模倣に相当するギリシャ語の語根を取れば mimene だが、私がほしいのは、gene（遺伝子）と発音の似ている単音節の語だ。そこで、このギリシャ語の語根を meme（ミーム）と縮めることとする。—リチャード・ドーキンス、『利己的な遺伝子』
ミーム学という科学では、ミームという概念を用いて文化を理解する。ミーム学は、「ミームが自分の複製を作る」という視点で考察される。これは、ドーキンスの論じる利己的遺伝子が「遺伝子が自分の複製を作る」という視点で考察されることからの類推である（ただし利己的遺伝子のアイデア自体はドーキンス独自のものではない）。
遺伝子やミームのように自己の複製を作るものを自己複製子という。自己複製子は、自分のコピーを作る時に変異を起こすことがあり、多様化していく（DNAは、多くの場合正確に子孫に複製されるが、まれにコピーミスが起きる）。多様化した自己複製子は自然選択（自然淘汰）によって、進化する。したがって、自己複製子であるミームも遺伝子のように進化することができ、この考察から、文化の進化する様子を分析することができる。
例として、コンピュータにおける情報分野で盛んになっており、開発言語の変遷や仮想通貨にその様子がうかがえ、さらには、スマートフォンの世界的な普及を背景にしたものもある。
- ジョセフ・ヘンリック:「文化がヒトを進化させた：人類の繁栄と〈文化-遺伝子革命〉」、白揚社、ISBN 978-4826902113（2019年7月13日）。

## 文化の発祥と伝播・変容
ある特定地域の文化が他地域へと拡大することを文化伝播と呼ぶ。文化伝播には、隣接地域への直接的な接触による接触性拡大伝播、重要人物間や大都市間など遠隔地の同一階層にまず広がり、そこから下位へと伝播していく階層性拡大伝播、文化の所持者が移住することによって文化が伝播していく移転伝播などがある。
例えば仏教は、インドで発祥し、宗派の分裂や各地の文化の影響もありつつ、主に上座部仏教は南方の東南アジア諸国に、大乗仏教は北方の中央アジア諸国や東アジア諸国などへと伝播していく。その後大乗仏教が6世紀に日本にも伝えられるが（仏教公伝）、当初は崇仏論争が起きその受容につき激しく争われた。受容後は中国などからの影響も受けつつも、日本独自の宗派も発達し、また本地垂迹説の登場によって日本古来の宗教である神道との融合が起き、神仏習合と呼ばれる状態が生まれた。
交通・通信手段の改善や経済交流の増大によって各文化圏の交流が密接になるに伴い、文化の伝播・交流はますます密度を増しつつある。特に1990年代以降、グローバリゼーションの爆発的な進展に伴い、各国では他国文化の流入が起きて多様性が増大し、さらに在来の文化と異文化との融合によって新たな文化が生まれた。その一方で、流入する異文化とはだいたいにおいて有力な文化、特にアメリカを中心とした文化であり、アメリカナイゼーションをはじめとする文化の画一化による文化差異の減少も顕著となっている。食文化においては、世界各地で気候風土や現地文化に即した独自性の高い文化が世界各地で育まれていたが、1990年代以降流通や情報技術の発達によって食品系企業の世界展開が起きて急速に標準化が進みつつあり、全体として差異は縮小する傾向にある。ファストフード・チェーンなどの多国籍企業による効率的・画一的な消費文化が全世界に広がることで起こる文化の均質化も指摘されているが、そうして広まった均質な文化の中でまた差異が追求されることも珍しくない。こうしたグローバリゼーションと地域限定化の混合による文化の流れは、グローカリゼーションと呼ばれる。

## 文化と政治経済
マスメディアは娯楽情報や文化や教養面の情報を発信し、また企業が自らの商品を売り込むための広告や、各団体が行う広報も大量に流される。こうしたマスメディアによる画一的で一方的な大量の情報の提供は、市民の受け取る情報を一様なものとすることで広汎な共通文化市場を生み出し、人々が広く愉しむ大衆文化を成立させた。大衆文化が本格的に成立したのは第1次世界大戦後のアメリカであり、マスコミュニケーションの発達と販売技術の向上によってその波は世界に波及して、それまでの社会の価値観を大きく変動させた。
文化はナショナリズムと密接な関連があり、国家は自国の国民文化の創出に力を注ぐ。ヨーロッパでは19世紀に民族意識やナショナリズムが興隆した結果、各地でその地域を代表するような名物料理が成立し、民族・地域意識の核のひとつとなってきた。また、音楽・文学・映画などをはじめとする大衆文化や、その国の伝統文化は当該国家の競争力を高めるのに有効な手段と見なされており、各国は競って文化産業の輸出や自国文化の広報に力を入れるようになっている。こうした文化面からの交流によって他国からの共感と好意を得、自国のイメージを向上させることは外交上ソフトパワーと呼ばれ、ソフトパワーを得るために他国の市民に対し自国の広報を行うことをパブリック・ディプロマシーと呼び、重要な外交の一手段となっている。

## 文化遺産
各文化はそれぞれ有形・無形の文化的な成果を所持しており、それらの中でも特に価値の高いものは文化遺産と呼ばれる。各国の文化遺産は国内でそれぞれ保護される他、国際的な保護体制も構築されている。こうした文化遺産のうち、有形で特に価値の高いものは1972年の世界遺産条約によって保護のガイドラインが制定され、世界遺産に登録されれば文化遺産や複合遺産として保護されることとなる。次いで、2003年には無形の文化遺産においても無形文化遺産の保護に関する条約が採択され、重要と認められたものはユネスコによって無形文化遺産に登録されるようになった。こうした文化遺産は観光において重要な位置を占めており、国外から文化を鑑賞したり体験するために観光客が押し寄せることも多い。